# Soll (Gewässer)
Ein Soll (Neutrum: das Soll, fälschlich wegen der Pluralform Sölle auch Söll geschrieben, aus dem niederdeutschen Sol) ist ein in jungpleistozänen Landschaften – vor allem im nordostdeutschen Tiefland (Mecklenburg-Vorpommern, Brandenburg, Ostholstein), aber wohl auch im Alpenvorland – vorkommendes, meist rundes Kleingewässer.
Sölle befinden sich innerhalb von meist trichterartigen Geländehohlformen. Sie sind typisch für Grundmoränen, können aber auch in anderen Landschaften der Glazialen Serie auftreten. Sie zählen zu den Stillgewässern und besitzen für gewöhnlich keinen oberflächlichen Zu- und Abfluss. Zwischenzeitliches Trockenfallen, vor allem in den Sommermonaten, ist für viele Sölle typisch.

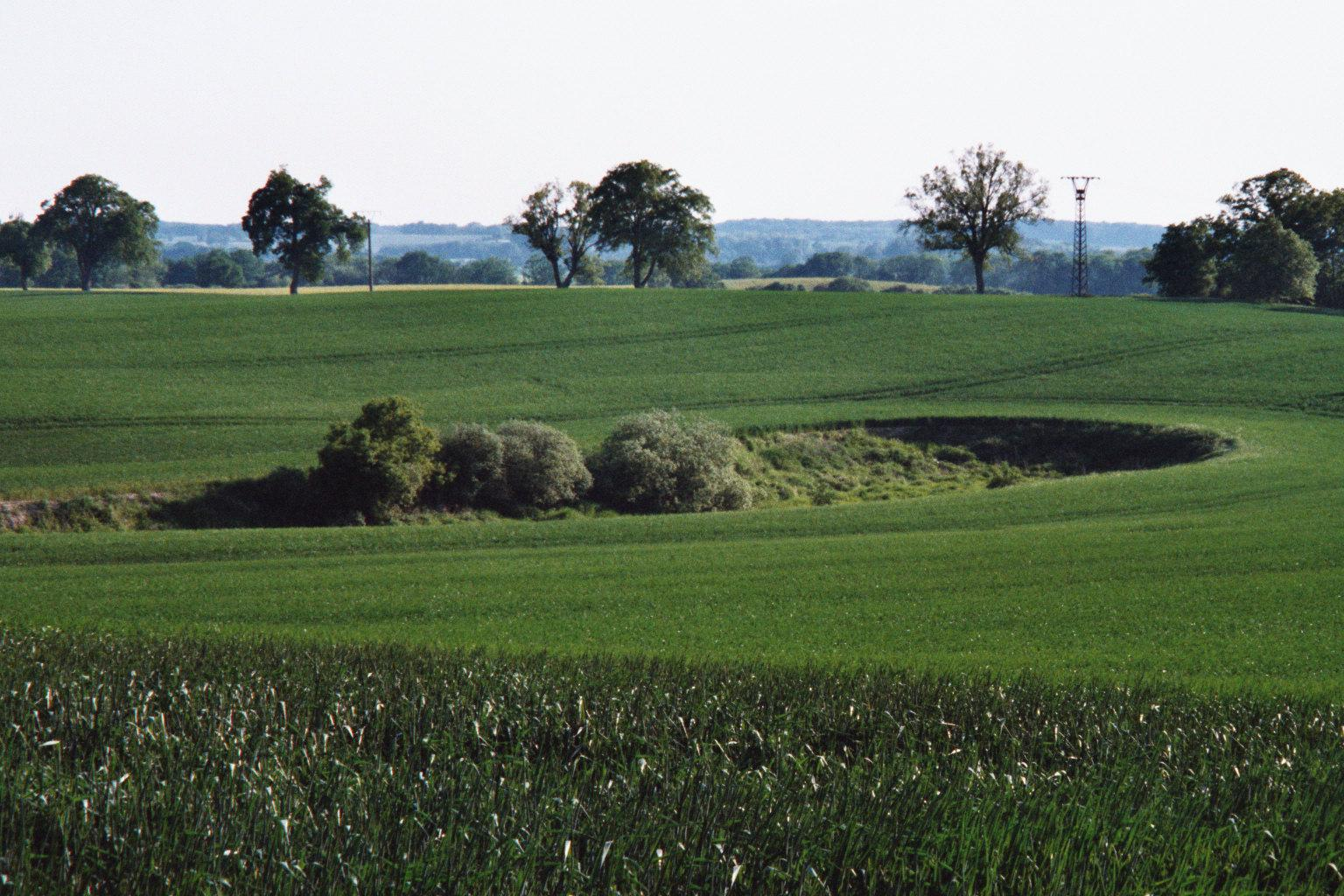
Ein Soll (Toteiskessel) an der B 193 zwischen Penzlin und Peckatel

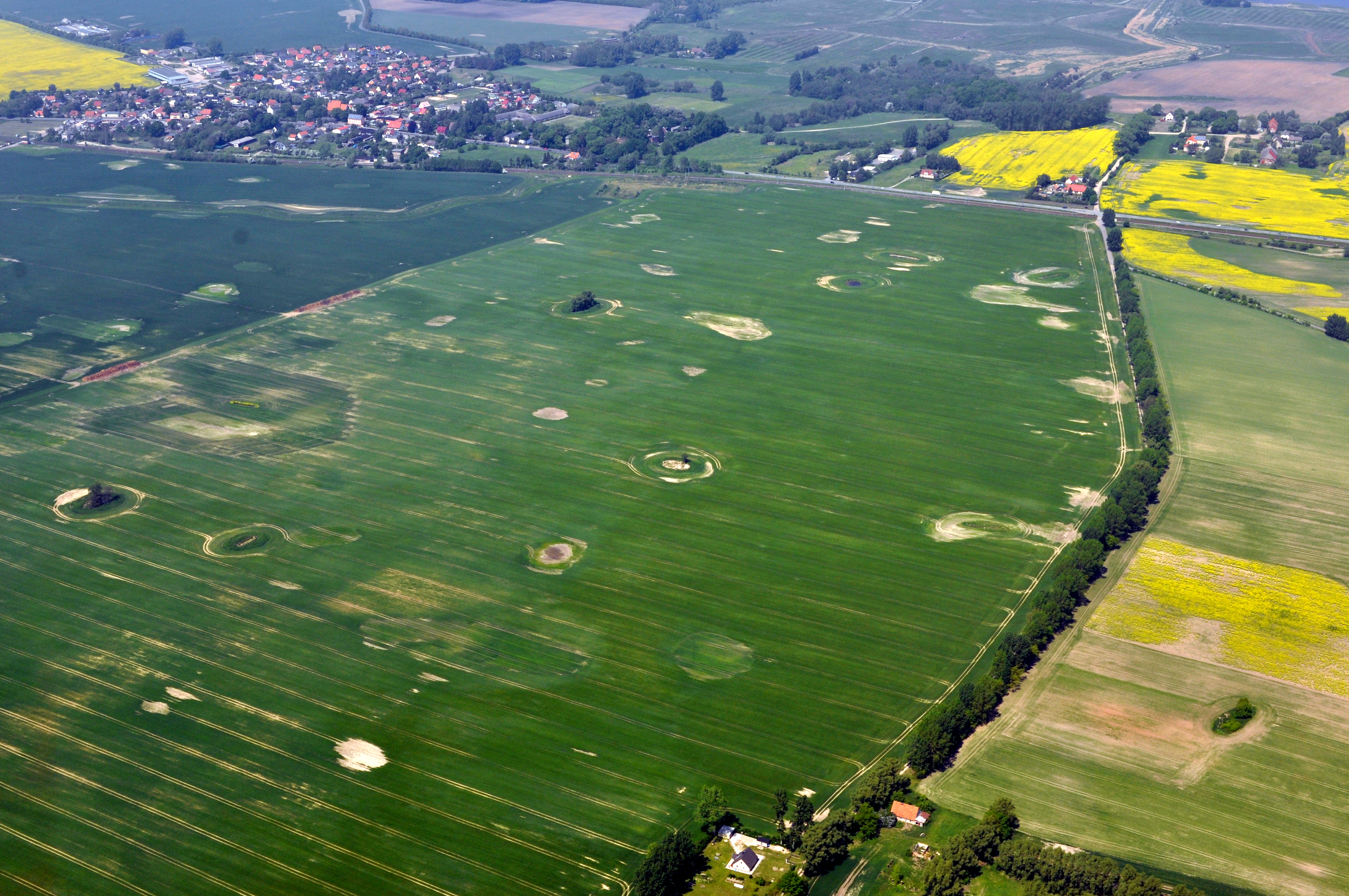
Sölle auf Rügen bei Rambin (2011)

## Entstehung
Sölle entstanden durch das Vernässen von eiszeitlichen Toteislöchern. Bewegungslos gewordene Teile des Inlandeises blieben, da sie von Moränen- beziehungsweise Schmelzwasserablagerungen überdeckt waren, nach dem Rückzug der Gletscher als Toteis erhalten. Manchmal wurden auch Eisblöcke durch die Gletscherbewegungen in den Boden gedrückt und überdauerten zunächst als in Geschiebemasse eingeschlossenes Toteis. Beim Auftauen entstanden schließlich oberirdische Hohlformen. Solche Sölle sind überwiegend in Jungmoränenlandschaften der Weichsel- oder Würmeiszeit anzutreffen; die ältere Geest ist bereits stärker geomorphologisch nivelliert, verwittert und enthält daher kaum noch Sölle.

## Bedeutung und Gefährdung
Da jungpleistozäne Landschaften, beispielsweise Nordostdeutschlands, aufgrund ihrer fruchtbaren Böden intensiv ackerbaulich bewirtschaftet werden, sind Sölle in ihrem Fortbestand als Biotop und Geotop oft stark gefährdet. Ackernutzung findet meist ohne einen abpuffernden Schutzstreifen bis an den Rand der Hohlform statt. Das überreiche Nährstoffangebot der intensiven Landwirtschaft verändert die Zusammensetzung der Pflanzenwelt innerhalb des Solls. Nährstoffliebende, biomassereiche Arten der Röhrichte und Hochstaudenfluren (Rohrkolben, Brennnesseln u. a.) breiten sich zu Lasten konkurrenzschwächerer Pflanzen aus. Oft sind starke Verlandungs- und Verschlammungserscheinungen aufgrund der Eutrophierung zu beobachten. Algenblüten führen zur Sauerstoffzehrung und zum „Umkippen“ des Gewässerchemismus.
Im Zuge der Melioration wurden Sölle in der Vergangenheit komplett eingeebnet und umgepflügt. Wegen des verdichteten Untergrundes neigen jedoch solche Stellen weiterhin zur Vernässung und erlauben keinen geregelten Ackerbau. Dennoch wurden zahlreiche Sölle auch im Rahmen der Flurbereinigung zugeschüttet, was – nach Ansicht des Geologen Rolf Reinicke – eine Verarmung der betroffenen Landschaften mit sich bringt.
Sölle gehören in Landesnaturschutzgesetzen (z. B. Brandenburgs) zu den per se geschützten Biotoptypen (§ 32 Abs. 1 Nr. 1 BbgNatSchG) in der Gruppe der Kleingewässer, wenn sie nicht größer als ein Hektar einschließlich der Ufervegetation sind und ständig Wasser führen.

## Flora und Fauna
Typische Pflanzen der Kleingewässer sind Schilf, Kleine Wasserlinse, Gewöhnlicher Wasserhahnenfuß, Gift-Hahnenfuß, Schwimmendes Laichkraut, Gelbe Teichrose, Weiße Seerose, Wasser-Knöterich, Schmalblättriger und Breitblättriger Rohrkolben. Kennzeichnende Tierarten, vor allem der etwas größeren Sölle, sind unter den Vögeln Zwergtaucher, Rothalstaucher, Rohrweihe, Wasserralle und Teichralle, bei Kriechtieren die Ringelnatter, auch Lurche kommen regelmäßig vor, z. B. der Teichfrosch. Für zahlreiche Arten von Lurchen sind kleinere Sölle bzw. solche mit stärker schwankenden Wasserständen von größerer Bedeutung (u. a. für den Grasfrosch, den Moorfrosch, die Knoblauchkröte, den Laubfrosch, die Rotbauchunke und den Kammmolch). Ein wichtiger Grund dafür ist, dass hier natürliche Feinde der Kaulquappen seltener vorkommen, vor allem Fische, und deshalb der Fortpflanzungserfolg im Allgemeinen größer ist.